# Douglas H. Bosco
Douglas Harry Bosco (ur. 28 lipca 1946 w Brooklynie) – amerykański polityk, członek Partii Demokratycznej.

## Działalność polityczna
Od 1979 zasiadał w Zgromadzeniu Stanowym Kalifornii. W okresie od 3 stycznia 1983 do 3 stycznia 1991 przez cztery kadencje był przedstawicielem 1. okręgu wyborczego w stanie Kalifornia w Izbie Reprezentantów Stanów Zjednoczonych.